# Адіна Цуцулан-Шотропа
Адіна Цуцулан-Шотропа (нар. 19 серпня 1969) — румунська біатлоністка. Вона брала участь у зимових Олімпійських іграх 1992 року та зимових Олімпійських іграх 1994 року. Вона також брала участь у трьох змаганнях з лижних гонок на зимових Олімпійських іграх 1988 року.
Була дружиною румунського лижника Віорела Шотропи (до його смерті у 1993 році).

## Зовнішні посилання
Adina Sotropa на Olympics.com
Adina Țuțulan-Șotropa на Olympedia.org (англ.) 